# Schloss Ort
Schloss Ort (eller Schloss Orth) är ett komplex som består av två slott vid Traunsee i Gmunden (Oberösterreich). Det består av Seeschloss (Sjöslottet) på en ö i Traunsee och det med en bro förbundna Landschloss (Landslottet).

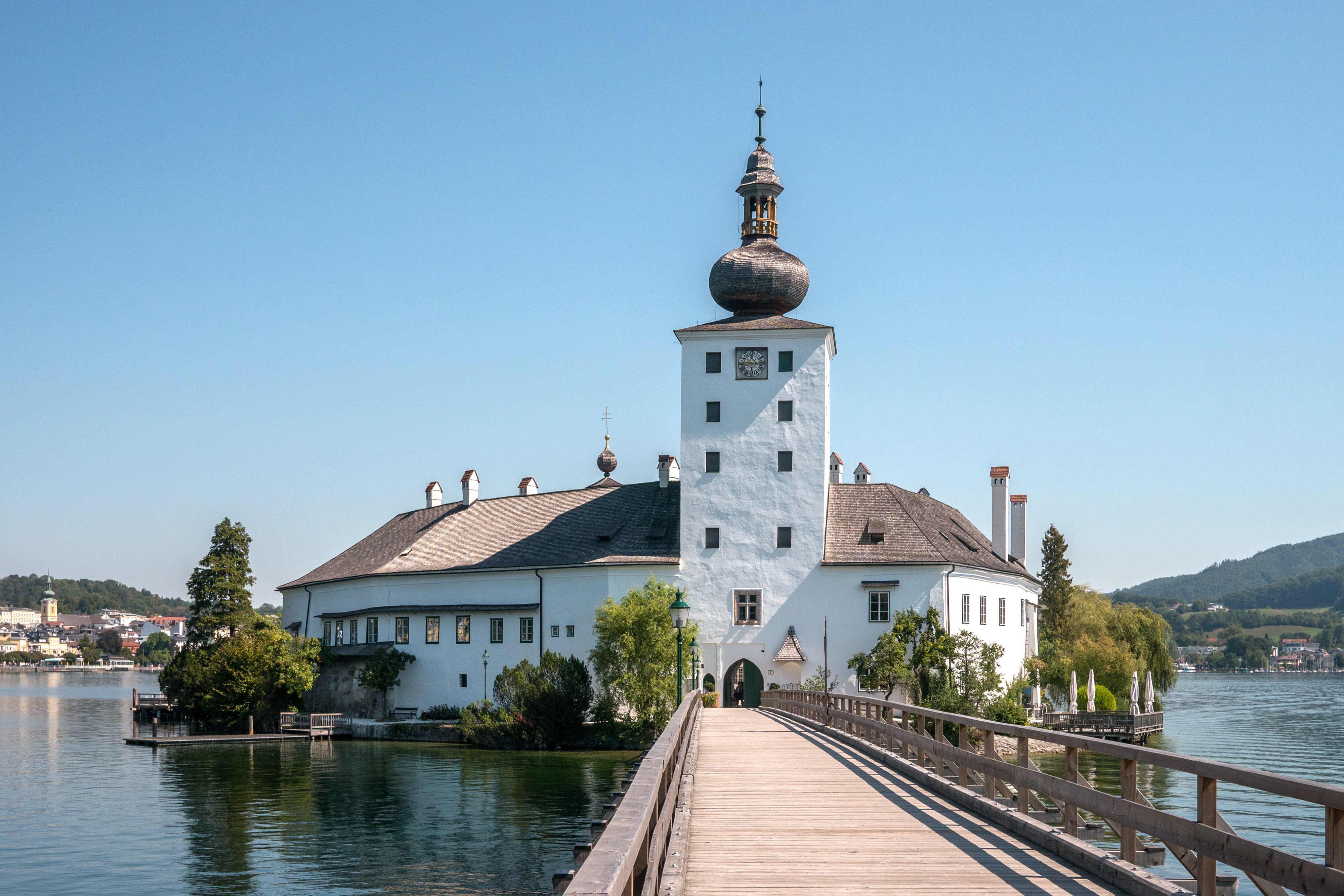
Seeschloss Ort

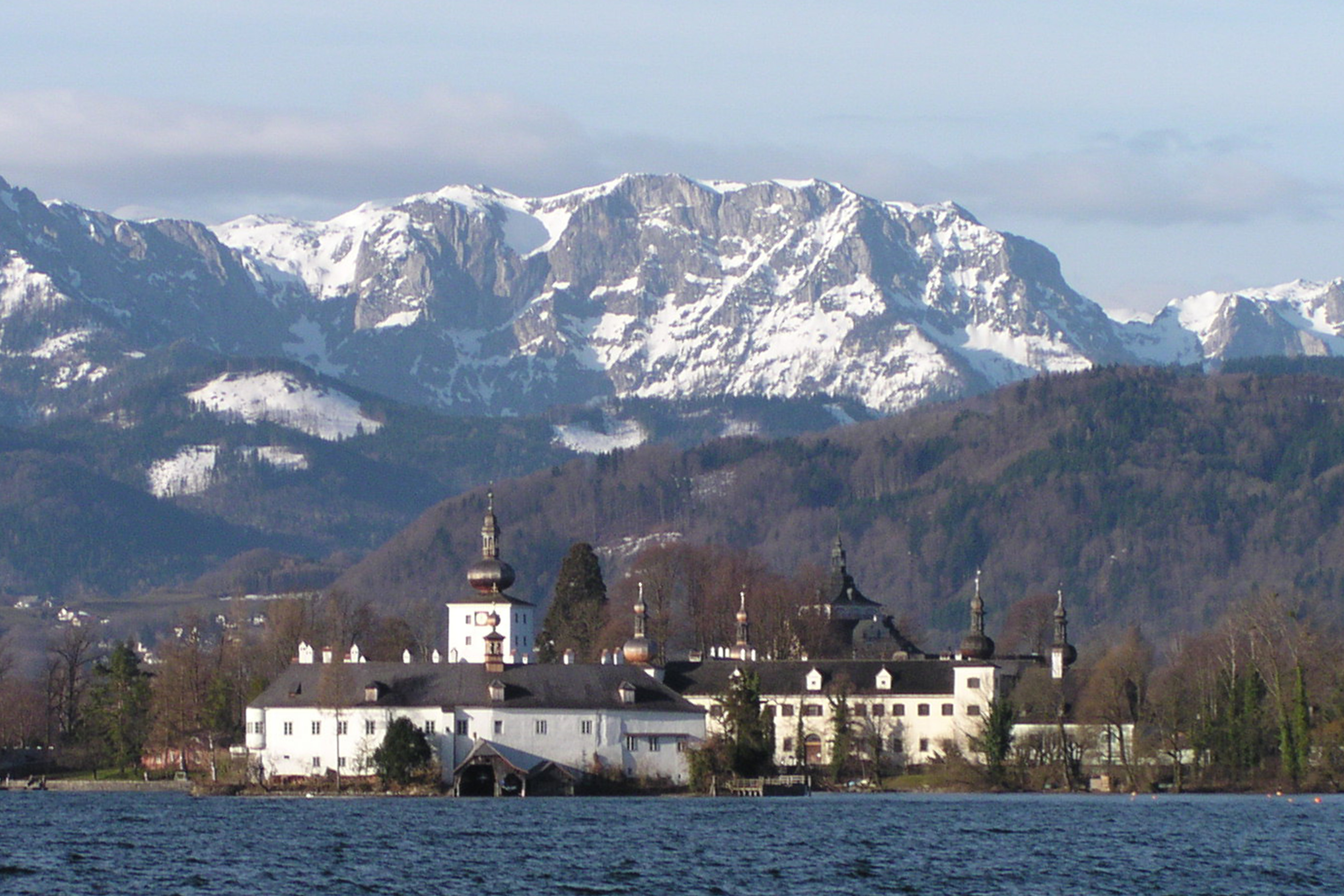
Seeschloss (vänster) och Landschloss (höger) Ort

## Tidig historia
Slottet grundades runt 1080 av Hartnidus av Ort, och förbättringar gjordes fortlöpande fram till 1200-talet - till exempel av Hartnidus år 1244. År 1344 köpte bröderna Friedrich och Reinprecht I av Wallsee slottet, som helt blev Friedrichs egendom den 25 januari 1350. Slottet förblev i familjen Wallsees ägo fram till 1483, då Schloss Ort övertogs av Fredrik III.  

## 1484-1689

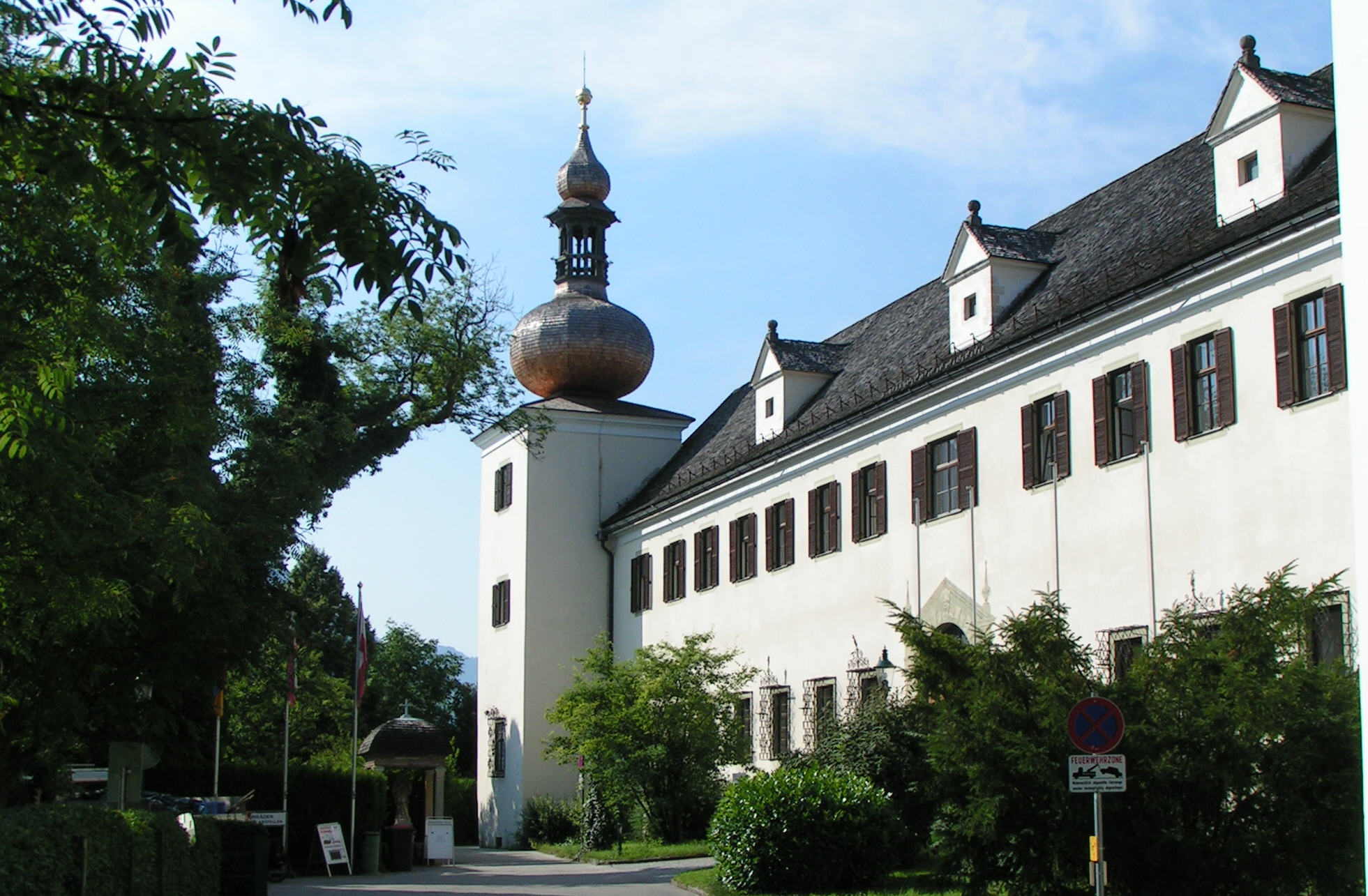
Landschloss Ort

Från 1484 till 1491 styrdes slottet av Gotthard von Starhenberg, guvernör för Övre Österrike.  År 1492 var Bernhard av Starhenberg och senare hans avkomlingar härskare över slottet fram till 1584.  År 1588 köpte Weikhard, friherre av Pollheim, slottet. Han sålde det 6 april 1595 till staden Gmunden. Staden sålde slottet samma år till Rudolf II. Slottet ägdes sedan av olika personer tills det slutligen förvärvades av Leopold I.

## Modern tid
År 1876 förvärvades slottet av Johann Nepomuk Salvator (1852-cirka 1911),  men 6 oktober 1889 avsade han sig sina kungliga titlar och sina anknytningar till huset Habsburg och ändrade sitt namn till Johann Orth. Han var det tionde och sista barnet till Leopold II och  Maria Antonia av Bägge Sicilierna. Johann Orth seglade mot Sydamerika år 1890 med sin morganatiska hustru på sitt eget skepp, St. Margaret.  Johann Nepomuk Salvator antogs ha omkommit till havs 1890, och han dödförklarades 1911, men hans faktiska dödsdatum är okänt.
Slottet förvärvades av Franz Josef I år 1914, och syftet var att elever i Gmundens skolor skulle tillåtas att besöka slottet, men den planen omintetgjordes av första världskriget.  
Mellan 1919 och 1973 vanvårdades slottet.  
Schloss Ort används nu som studiecenter av det federala ministeriet för lant- och skogsbruk (Bundesministeriums für Land- und Forstwirtschaft). 5 januari 1995 förvärvades slottet officiellt av staden Gmunden. År 1996 började det användas som inspelningsplats för tv-serien Schlosshotel Orth.